# Prďoši
Prďoši (v anglickém originále Thunderpants) je britsko-německá filmová komedie z roku 2002. Režisérem filmu je Pete Hewitt. Hlavní role ve filmu ztvárnili Bruce Cook, Rupert Grint, Simon Callow, Adam Godley a Stephen Fry.

## Obsazení
| Bruce Cook      | Patrick Smash       |
| Rupert Grint    | Alan A. Allen       |
| Simon Callow    | Sir John Osgood     |
| Adam Godley     | Placido P. Placeedo |
| Stephen Fry     | Sir Anthony Silk    |
| Celia Imrie     | Miss Rapier         |
| Paul Giamatti   | Johnson J. Johnson  |
| Ned Beatty      | Ed Sheppard         |
| Anna Popplewell | Denise Smash        |
| Keira Knightley | studentka           |